# Cromwell (Connecticut)
Cromwell – miasto w Stanach Zjednoczonych, w stanie Connecticut, w hrabstwie Middlesex.